# Ruby Ridge
Ruby Ridge là nơi diễn ra cuộc bao vây kéo dài mười một ngày gần thành phố Naples, Idaho, Hoa Kỳ, bắt đầu vào ngày 21 tháng 8 năm 1992, khi Randy Weaver, thành viên trong gia đình của anh ta và người bạn của gia đình Kevin Harris chống lại các đặc vụ của Dịch vụ Thống chế Hoa Kỳ (USMS) và Đội giải cứu con tin của Cục Điều tra Liên bang (FBI HRT). Sau một người phục vụ Nguyên soái của tài sản Weaver theo lệnh bảo đảm cho Weaver sau khi anh ta không xuất hiện trong các vụ bắn súng, cuộc chạm trán ban đầu giữa sáu nguyên soái Hoa Kỳ và Weavers đã dẫn đến một vụ xả súng và cái chết của Phó Thống chế Hoa Kỳ William Francis Degan, 42 tuổi, con trai của thợ dệt Samuel (Sammy), 14 tuổi và con chó của gia đình Weaver (Striker). Trong cuộc bao vây tiếp theo vào dinh thự Weaver, do FBI lãnh đạo, người vợ 43 tuổi của Weaver, Vicki đã bị giết bởi súng bắn tỉa của FBI. Tất cả thương vong xảy ra trong hai ngày đầu tiên của hoạt động. Cuộc bao vây và tình trạng bế tắc cuối cùng đã được giải quyết bởi các nhà đàm phán dân sự, với sự đầu hàng và bắt giữ Kevin Harris vào ngày 30 tháng 8, và sự đầu hàng của Randy Weaver và những đứa trẻ Weaver còn sống vào ngày hôm sau.
Randy Weaver và Kevin Harris sau đó đã bị buộc tội trong một loạt các cáo buộc hình sự liên bang, bao gồm giết người cấp độ một cho cái chết của Phó Thống chế Hoa Kỳ W.F. Độ. Harris đã được tha bổng cho tất cả các cáo buộc, và Weaver sau đó đã được tha bổng cho tất cả các cáo buộc ngoại trừ vi phạm điều kiện bảo lãnh ban đầu cho các cáo buộc vũ khí và vì đã bỏ lỡ ngày ra tòa ban đầu. Anh ta bị phạt 10.000 đô la Mỹ và bị kết án 18 tháng tù. Ông được ghi có thời gian phục vụ cộng thêm ba tháng. Sau đó, ông được thả ra.
Trong phiên tòa hình sự liên bang của Weaver và Harris, luật sư của Weaver Gerry Spence đã đưa ra các cáo buộc về "sai phạm hình sự" đối với các cơ quan liên quan đến vụ việc, đặc biệt là FBI, USMS, Cục Rượu, Thuốc lá và Súng (ATF) và Văn phòng luật sư Hoa Kỳ (USAO) cho Idaho. Khi kết thúc phiên tòa, Văn phòng Trách nhiệm nghề nghiệp của Bộ Tư pháp đã thành lập Lực lượng đặc nhiệm Ruby Ridge (RRTF) để điều tra các cáo buộc của Spence. Một phiên bản HTML được báo cáo lại của báo cáo RRTF đã được phát hành công khai bởi Lexis Coun Connect, một dịch vụ thông tin dành cho luật sư, đưa ra câu hỏi về hành vi và chính sách của tất cả các cơ quan tham gia. Một phiên bản PDF của báo cáo sau đó đã được Bộ Tư pháp đăng.
Cả gia đình Weaver và Harris đều đưa ra các vụ kiện dân sự chống lại chính phủ về các sự kiện xảy ra hỏa hoạn và bao vây, Weavers giành được một giải pháp ngoài tòa kết hợp vào tháng 8 năm 1995 là 3,1 triệu đô la, và Harris được trao, sau khi kháng cáo dai dẳng, 380.000 đô la giải quyết vào tháng 9 năm 2000.
Để trả lời các câu hỏi công khai về Ruby Ridge, Tiểu ban Thượng viện về Khủng bố, Công nghệ và Thông tin Chính phủ đã tổ chức các phiên điều trần từ ngày 6 tháng 9 đến ngày 19 tháng 10 năm 1995 và sau đó đã đưa ra một báo cáo kêu gọi cải cách trong thực thi pháp luật liên bang để ngăn chặn sự mất mát của cuộc sống tại Ruby Ridge, và để khôi phục niềm tin của công chúng vào việc thực thi pháp luật liên bang. Cần lưu ý rằng sự cố Ruby Ridge và cuộc bao vây Waco năm 1993 liên quan đến nhiều cơ quan tương tự (ví dụ, FBI HRT và ATF) và một số nhân viên tương tự (ví dụ: chỉ huy FBI HRT.)
Quận Boundary, Idaho, công tố viên đã truy tố FBI HRT bắn tỉa Lon Horiuchi vì tội ngộ sát vào năm 1997 trước khi thời hiệu về tội danh này có thể hết hiệu lực; vụ án Idaho v Horiuchi đã được chuyển sang tòa án liên bang có thẩm quyền đối với các đặc vụ liên bang. Ở đây, nó đã trải qua một điều khoản tối cao miễn nhiệm, một sự đảo ngược en banc về kháng cáo của việc bãi nhiệm, và cuối cùng, giảm các cáo buộc sau khi thay đổi công tố viên địa phương.